# Friedrich Harrer
Friedrich Harrer (* 1. August 1958 in Salzburg) ist ein österreichischer Rechtsanwalt und Rechtswissenschaftler sowie ordentlicher Universitätsprofessor am Fachbereich Arbeits-, und Wirtschaftsrecht der Universität Salzburg.

## Beruflicher Werdegang und Funktionen
Friedrich Harrer wurde 1980 an der Universität Salzburg zum Dr. juris promoviert. Ab 1982 arbeitete er als Assistent bei Heinrich Honsell am dortigen Institut für Juristische Dogmengeschichte und Privatrechtsdogmatik. 1989 wurde er in Salzburg habilitiert (Haftungsfragen bei der GmbH) und erhielt die Lehrbefugnis für die Fächer Bürgerliches Recht sowie Handels- und Wirtschaftsrecht. Im gleichen Jahr legte Friedrich Harrer die Anwaltsprüfung ab. In den Jahren 1989 und 1990 vertrat Harrer den Lehrstuhl von Peter Ulmer an der Ruprecht-Karls-Universität Heidelberg. 1991 wurde Friedrich Harrer in die Liste der Rechtsanwälte eingetragen. 1995 wurde er zum ordentlichen Professor für Bürgerliches Recht und Handelsrecht an der Universität Salzburg ernannt. Die engen Kontakte zur Universität La Rochelle nutzte Friedrich Harrer für Lehr- und Vortragstätigkeiten in Frankreich. Von 2009 bis 2012 war Harrer Dekan der Rechtswissenschaftlichen Fakultät der Universität Salzburg.

## Auszeichnungen
- Großes Ehrenzeichen für Verdienste um die Republik Österreich (Mai 2012)

## Publikationen (Auswahl)
- Haftungsfragen bei der GmbH, Habilitationsschrift, 1989;
- Die Personengesellschaft als Trägerin eines Unternehmens. Gesellschaft bürgerlichen Rechts – Offene Gesellschaft – Kommanditgesellschaft – GmbH & Co KG, Manz, Wien 2010, 542 S., ISBN 978-3-214-07363-3.
- GmbH-Kommentar (gemeinsam mit M. Gruber), Linde Verlag, 2. Auflage, Wien 2018, 2400 S.
- Entwicklungsstufen der Rechtsfindung, Verlag Österreich, Wien 2018, 158 S.
- Casebook Gesellschaftsrecht, Verlag Österreich, 2. Auflage, Wien 2020, 202 S.
- Reineke Fuchs – Karriere eines Weltkindes. Eine Juristische Neudeutung, Manz, C.H.Beck, 2020, ISBN 978-3-214-01984-6.
- Goethe und das Recht, Manz, C.H.Beck, 2024, ISBN 978-3-214-25805-4.